# 光尾花蛇鰻
光尾花蛇鰻為輻鰭魚綱鰻鱺目糯鰻亞目蛇鰻科的其中一種，分布於東太平洋區的加利福尼亞灣海域，棲息深度可達60公尺，棲息在底層水域，屬肉食性，生活習性不明。

## 擴展閱讀
維基物種上的相關：光尾花蛇鰻